# دهستان خرقان (شاهرود)
دهستان خرقان یکی از دهستان‌های بخش بسطام شهرستان شاهرود در استان سمنان ایران است؛ و براساس سرشماری مرکز آمار ایران در سال ۱۳۹۰، جمعیت آن دهستان برابر با ۱۶٬۳۰۸ نفر (۵٬۱۴۸ خانوار) بوده‌است.
شهرستان شاهرود دارای سه بخش مرکزی، بسطام و بیارجمند است مراجعه کنید به تقسیمات کشوری در سایت وزارت کشور در منابع این مقاله.
دهستان خرقان در بخش بسطام واقع است. مرکز این دهستان، قلعه‌نو خرقان است و دیگر روستاهای مسکونی آن از این قرارند:
- میغان(بسطام) شاهرود
- ابر ،خرقان،بسطام (شاهرود)
- قلعه عبدالله(بسطام) (شاهرود)
- میغان(بسطام)شاهرود
- پرو(بسطام) (شاهرود)
- چهارطاق،خرقان،بسطام،شاهرود
- قاسم‌آبادخانلرخان،بسطام،شاهرود
- قلعه میرزاسلیمان،خرقان،بسطام؛شاهرود
- حسین‌آبادزنده خرقان،بسطام،شاهرود
- زرگر خرقان (بسطام)شاهرود
- قهج سفلی،خرقان،بسطام،شاهرود
- قهج علیا،خرقان،بسطام،شاهرود
- دولت‌آباد بسطام(شاهرود)
- شرف‌آباد،بسطام (شاهرود)
- علی‌آباد (بسطام)شاهرود
- گرجی بسطام(شاهرود)
- میان‌آباد بسطام(شاهرود)
- قلعه محمدآقا بسطام شاهرود
- کلاموخرقان ،بسطام(شاهرود)
- ده خیر بسطام(شاهرود)
- علی‌کاهی بسطام(شاهرود)
- قلعه آقا خرقان،بسطام(شاهرود)
- گنده‌پلو خرقان،بسطام(شاهرود
- نمدمال بسطام (شاهرود)
- ابرسج بسطام (شاهرود)
- امیریه بسطام (شاهرود)
- نگارمن بسطام (شاهرود)
- تاش علیا بسطام(شاهرود)
- تاش سفلی بسطام (شاهرود)
- گرمن خرقان ، بسطام(شاهرود)

## مرکز دهستان
قلعه‌نو خرقان یکی از روستاهای بخش بسطام ،شهرستان شاهرود در استان سمنان ایران است. این روستا مرکز دهستان خرقان در بخش بسطام ،شهرستان شاهرود است.
محل دفن ابوالحسن خرقانی است.

## صنایع
کارخانه سیمان شاهرود که یکی از بزرگ‌ترین مراکز صنعتی شهرستان شاهرود به‌شمار می‌رود، در بخش بسطام ودر این دهستان قرار دارد.
کارخانه آرد سرچشمه
کارخانه شاهرود اکسیژن

## طبیعت
جنگل‌های ابر و قطری در بخش بسطام در این دهستان واقع شده